# Every Country’s Sun
Az Every Country’s Sun a Mogwai kilencedik stúdióalbuma, amelyet 2017. szeptember 1-jén adott ki a Rock Action Records Európában, a Temporary Residence Limited az Amerikai Egyesült Államokban, valamint a Spunk Records Ausztráliában.
Az album részét képező 11 dal CD-n és digitális formátumban, valamint kibővített kiadásban jelent meg, amely az albumon kívül hat, eddig ki nem adott demót is tartalmaz a mellékelt 12˝-es lemezen.

## Történet
2016 áprilisában Braithwaite a Guardiannek elmondta, hogy új dalokat írnak, majd az USA-ba utaznak, ahol Dave Fridmannel, a Rock Action producerével együtt dolgoznak egy új albumon. November 25-én Fridmann megerősítette, hogy elkezdték a munkálatokat. 2017. március 4-én az együttes bejelentette, hogy az Abbey Road Studiosnál már a maszterelésen dolgoznak. Ezzel együtt elmondták, hogy egy év végi turnéra indulnak, októberben Európában, novemberben Amerikában, decemberben pedig Glasgow-ban lépnek fel.
2017. május 14-én bejelentették, hogy az új lemez címe Every Country's Sun lesz, ami szeptember 1-jén fog megjelenni; ezzel egy időben pedig megosztották a Coolverine című dalt. Június 2-án előre nem jelezve felléptek a barcelonai Primavera Sound fesztiválon, ahol a teljes albumot előadták.

## Számlista
| 1.    | Coolverine                 | 6:17 |
| 2.    | Party in the Dark          | 4:02 |
| 3.    | Brain Sweeties             | 4:44 |
| 4.    | Crossing the Road Material | 6:58 |
| 5.    | aka 47                     | 4:16 |
| 6.    | 20 Size                    | 4:44 |
| 7.    | 1000 Foot Face             | 4:31 |
| 8.    | Don't Believe the Fife     | 6:24 |
| 9.    | Battered at a Scramble     | 4:03 |
| 10.   | Old Poisons                | 4:30 |
| 11.   | Every Country's Sun        | 5:38 |
| 56:07 |                            |      |

| 12. | Acoustic Wash    |  |
| 13. | Baritone 2       |  |
| 14. | Bass Tuned to C  |  |
| 15. | Bends            |  |
| 16. | Frez             |  |
| 17. | Ludicrous Ripper |  |

## Közreműködők

### Mogwai
- Stuart Braithwaite
- Dominic Aitchison
- Martin Bulloch
- Barry Burns

### Gyártás
- Dave Fridmann – producer

## Fordítás
Ez a szócikk részben vagy egészben  az   Every Country's Sun című angol Wikipédia-szócikk ezen változatának fordításán alapul.  Az eredeti cikk szerkesztőit annak laptörténete sorolja fel. Ez a jelzés csupán a megfogalmazás eredetét és a szerzői jogokat jelzi, nem szolgál a cikkben szereplő információk forrásmegjelöléseként.